# Palawan
 Ovo je glavno značenje pojma Palawan. Za druga značenja pogledajte Palawan (pokrajina).
Palavan (tag. Palawan) je glavni otok istoimene pokrajine na Filipinima. Provincija Palavan je najprostranija u zemlji.
Otok se nalazi između Suluskog i Južnog kineskog mora. Dug je 425 km i širok oko 50 km. Površina Palavana je oko 12.000 km², a provincije 14.746 km².[nedostaje izvor]
Glavni grad je Puerto Princesa, koji se nalazi na južnoj obali glavnog djela otoka, oko 500 km jugozapadno od Manile.
Provincija Palavan je jedna od najrjeđe naseljenih u zemlji. U njoj živi 755.412 stanovnika (popis 2000), što daje gustoću stanovništva od 50,7 stanovnika po kilometru kvadratnom.[nedostaje izvor]
Palawan je dom nekoliko plemena od kojih su najveći Tagbanua, Batak, Palavanci i Tau’t Bato koji govore filipinskim jezicima malajsko-polinezijske porodice.

## Galerija
- Krajolik Palavana

## Vanjske poveznice
- Palawan